# 拟单鳍鱼
拟单鳍鱼（学名：Parapriacanthus ransonneti），又稱充金眼鯛、副單鰭魚，俗名大面側仔，為輻鰭魚綱鱸形目擬金眼鯛科的一個種。

## 分布
本魚分布於印度西太平洋區，包括東非、馬達加斯加、模里西斯、留尼旺、塞席爾群島、馬爾地夫、紅海、阿曼灣、阿拉伯海、斯里蘭卡、印度、孟加拉灣、安達曼海、泰國、緬甸、馬來西亞、菲律賓、越南、印尼、日本、韓國、台灣、中國沿海、新幾內亞、馬里亞納群島、帛琉、密克羅尼西亞、馬紹爾群島、諾魯、斐濟群島、澳洲、新喀里多尼亞等海域。

## 深度
水深1至36公尺。

## 特徵
本魚體呈淡紅色，腹部呈銀白色，體型略為項長橢圓形，具有發光器。尾鰭深分叉，且上下葉末梢嘿。背鰭硬棘5枚、軟條9枚；臀鰭硬棘3枚、軟條20至23枚。體長可達10公分。

## 生態
棲息在珊瑚礁區，為夜行性魚類，白天休息，夜晚則成群外出覓食，以甲殼類等小型無脊椎動物為食。

## 經濟利用
可食用，一般多煮清湯，但因體型小，故通常做觀賞魚。